# Itamar Stein
Itamar Stein (* 12. Februar 1983) ist ein ehemaliger israelischer Volleyballspieler und jetziger Trainer.

## Karriere
Stein begann mit seiner Volleyballkarriere in der Heimat bei Hapoel Mateh Ascher und wurde hier von Arie Selinger betreut. 2004 ging er für drei Jahre in die Niederlande, zunächst zu Orion Doetinchem und später zu Piet Zoomers Apeldoorn, wo er 2007 Niederländischer Meister wurde. Danach wechselte der Universalspieler nach Frankreich zu Beauvais Oise UC, mit dem er 2008 den französischen Pokal gewann. Nach zwei Jahren beim Ligakonkurrenten Montpellier UC kehrte Stein zurück nach Israel zu Maccabi Hod haScharon, bevor er 2011/12 erneut bei Beauvais Oise UC spielte. 2012 wechselte er nach Deutschland, wo ihm mit dem Bundesligaabsteiger RWE Volleys Bottrop der Wiederaufstieg gelang. Wegen finanzieller Schwierigkeiten in Bottrop wechselte Stein im Dezember 2013 zum Ligakonkurrenten Moerser SC. 2014 zog sich Moers aus der Bundesliga zurück. Stein wechselte daraufhin zur VSG Coburg/Grub. Dort erlitt er in der Saison 2014/15 eine schwere Verletzung am Halswirbel. Daraufhin beendete er seine Karriere als Spieler und übernahm zur Saison 2015/16 das Amt des Cheftrainers in Coburg. Nach dem Rückzug der Coburger aus der Bundesliga trainiert Stein seit 2016 den Zweitligisten TSV Giesen Grizzlys, mit dem er 2018 in die erste Bundesliga aufstieg.

## Privates
Stein ist mit der Tschechin Thereza verheiratet und hat eine Tochter Mia.